# Устье (Починковский район)
Устье — исчезнувшая деревня в Починковском районе Смоленской области России. 
Располагалась между существующими ныне деревнями  Базылевка и  Тростянка на левом берегу реки Сож. В 15 км к северо-востоку расположен город Починок.
Название происходит из-за устья реки  Хмары, впадающей в Сож в полутора километрах северней деревни.

## История
Усадьба Устье имеется в Списке Населённых мест Смоленской губернии 1859 года  и обозначена на карте с данными от 1871 года. Входила в Краснинский уезд.
На картах РККА 1920-х годов это уже не усадьба, а деревня с 30 дворами.
Согласно картам и справочника конца 1970-х годов  деревня ещё существовала. Но на карте 2010 года обозначено уже только урочище Устье.